# Постановки Г. А. Товстоногова
Список театральных постановок Георгия Александровича Товстоногова (1915—1989). Всего им было поставлено 164 спектакля в СССР и 11 за рубежом.

## Тбилисский русский театр юного зрителя
- 1933 — «Предложение» А. П. Чехова. Художник Г. Волчинский.
- 1934 — «Женитьба» Н. В. Гоголя. Художник Г. Волчинский.
- 1935 — «Музыкантская команда» Д. Дэля. Художник Г. Волчинский.
- 1936 — «Голубое и розовое» А. Я. Бруштейн. Художник Г. Гоциридзе.
- 1936 — «Великий еретик» И. Персонова и Г. Добржинского. Художник Г. Гоциридзе.
- 1937 — «Троянский конь» Ф. Вольфа. Художник Г. Гоциридзе.
- 1939 — «Белеет парус одинокий» по В. П. Катаеву. Художник И. Штенберг.
- 1940 — «Беспокойная старость» Л. Н. Рахманова. Художник Б. В. Локтин.
- 1940 — «Сказка» М. А. Светлова (совместно с А. О. Гинзбургом). Художник Б. В. Локтин.

## Тбилисский театральный институт им. Ш. Руставели
- 1940 — «Лжец» К. Гольдони. Художник Б. В. Локтин.
- 1940 — «Много шума из ничего» У. Шекспира. Художник Б. В. Локтин. Театральный институт, Тбилиси.
- 1942 — «Бабьи сплетни» К. Гольдони. Художник Б. В. Локтин.
- 1943 — «Время и семья Конвей» Дж. Б. Пристли. Художник Мелеги.
- 1943 — «Мещане» М. Горького. Художник Б. В. Локтин.
- 1944 — «На всякого мудреца довольно простоты» А. Н. Островского. Художник Б. В. Локтин.
- 1946 — «Хозяйка гостиницы» К. Гольдони. Художник Б. В. Локтин.

## Тбилисский русский драматический театр имени А. С. Грибоедова
- 1938 — «Дети Ванюшина» С. А. Найдёнова. Художник Б. В. Локтин.
- 1939 — «Страшный суд» В. В. Шкваркина. Художник Б. Локтин.
- 1940 — «Кремлёвские куранты» Н. Ф. Погодина. Художник Б. В. Локтин.
- 1941 — «Парень из нашего города» К. М. Симонова. Художник И. Штенберг.
- 1941 — «Полководец Суворов» И. В. Бахтерева и А. В. Разумовского. Художник Б. В. Локтин.
- 1942 — «Школа злословия» Р. Шеридана. Художник И. В. Штенберг.
- 1942 — «Голубое и розовое» А. Я. Бруштейн. Художник Б. В. Локтин.
- 1942 — «Ночь ошибок» О. Голдсмита. Художник Б. В. Локтин.
- 1943 — «Ленушка» Л. М. Леонова. Художник В. Иванов.
- 1943 — «Бешеные деньги» А. Н. Островского. Художник В. Иванов.
- 1943 — «Собака на сене» Лопе де Вега. Художник И. Я. Штенберг.
- 1945 — «Офицер флота» А. А. Крона. Художник Б. В. Локтин.
- 1945 — «Лисички» Л. Хеллман. Художник И. Я. Штенберг.
- 1945 — «Давным-давно» А. К. Гладкова. Художник И. Я. Штенберг.

## Ленинградский театр им. Ленинского комсомола
- 1949 — «Где-то в Сибири» И. И. Ирошниковой. Художник В. Иванов.
- 1949 — «Из искры…» Ш. Н. Дадиани. Художники И. Вускович, В. Иванов. Театр им. Ленинского комсомола, Ленинград. (Сталинская премия за 1950 г.)
- 1950 — «Семья» И. Ф. Попова. Спектакль поставлен совместно с В. Ефимовым. Художник В. Иванов.
- 1950 — «Испанский священник» Дж. Флетчера. Спектакль поставлен совместно с А. О. Гинзбургом. Художник С. Юнович.
- 1950 — «Студенты» В. А. Лифшица. Художник С. С. Мандель.
- 1951 — «Закон Ликурга» по Т. Драйзеру. Инсценировка Н. Базилевского. Спектакль поставлен совместно с А. Г. Рахленко. Художник В. Иванов.
- 1951 — «Дорогой бессмертия» В. Брагина и Товстоногова по книге Ю. Фучика «Репортаж с петлей на шее». Спектакль поставлен совместно с А. Г. Рахленко. Художник В. Иванов. (Сталинская премия за 1952 год).
- 1951 — «Гроза» А. Н. Островского. Художник Г. Мосеев.
- 1952 — «Шёлковое сюзане» А. Каххара. Спектакль поставлен совместно с В. Ефимовым. Художники Я. Садовская и А. Тибилова.
- 1952 — «Гибель эскадры» А. Е. Корнейчука, Художник В. Иванов.
- 1952 — «Обычное дело» А. Тарна. Художник С. С. Мандель.
- 1952 — «Донбасс» Б. Л. Горбатова. Художник С. С. Мандель.
- 1953 — «Степная быль» Е. Помещикова и Н. Рожкова. Художник В. Иванов.
- 1953 — «Новые люди» по роману Н. Г. Чернышевского «Что делать?». Инсценировка С. Заречной. Спектакль поставлен совместно с В. Ефимовым. Художник М. Лихницкая.
- 1953 — «Кто смеется последним» К. Крапивы. (Руководитель постановки). Режиссёр А. А. Белинский. Художник С. С. Мандель.
- 1954 — «На улице Счастливой» Ю. Я. Принцева. Художник В.Иванов.
- 1954 — «Поезд можно остановить» Ю. Маккола. Художник В. Иванов.
- 1955 — «Мать своих детей» А. Н. Афиногенова. Художник М. Лихницкая.
- 1955 — «Первая весна» Г. Е. Николаевой и Ст. А. Радзинского. Художник С. С. Мандель.
- 1956 — «Униженные и оскорблённые» по Ф. М. Достоевскому. Художник В. В. Дмитриев.
- 1956 — «Три соловья, дом 17» Д. Добричанина. (Руководитель постановки). Режиссёр А. Рахленко. Художник С. С. Мандель.
- 1969 — «Вестсайдская история» Л. Бернстайна и А. Лорентса. Художник С. Мандель.

## Ленинградский Академический Большой драматический театр им. М. Горького
- 1956 — «Шестой этаж» А. Жери. Режиссёр М. Сулимов. Художник В. Степанов.
- 1956 — «Безымянная звезда» М. Себастиана. Режиссёр Р. Сирота. Художник С. С. Мандель.
- 1956 — «Когда цветёт акация» Н. Г. Винникова. Режиссёр И. Владимиров. Художник С. С. Мандель.
- 1957 — «Эзоп» Г. Фигейредо. Режиссёр Р. Сирота. Художник Товстоногов. Композиторы Н. С. Симонян, Ю. Г. Прокофьев
- 1957 — «Идиот» по Ф. М. Достоевскому. Композиция Д. М. Шварц и Товстоногова. Режиссёр Р. А. Сирота. Художник М. Лихницкая.
- 1958 — «Синьор Марио пишет комедию» А. Николаи. Художник В. Степанов.
- 1958 — «Трасса» И. М. Дворецкого. Художник С. С. Мандель.
- 1959 — «Варвары» М. Горького. Режиссёры Р. А. Сирота, Р. С. Агамирзян. Художник В. Степанов.
- 1959 — «Пять вечеров» А. М. Володина. Режиссёр Р. А. Сирота. Художник В. Степанов.
- 1960 — «Гибель эскадры» А. Е. Корнейчука. Режиссёр Р. С. Агамирзян. Художник В. Иванов.
- 1960 — «Воспоминание о двух понедельниках» А. Миллера. Режиссёр М. Л. Рехельс. Художник В. Степанов.
- 1960 — «Иркутская история» А. Арбузова. Режиссёр Р. С. Сирота. Художник С. С. Мандель.
- 1961 — «Четвёртый» К. М. Симонова. (Руководитель постановки). Режиссёр Р. С. Агамирзян. Художник В. Степанов.
- 1961 — «Океан» А. П. Штейна. Режиссёр М. Рехельс. Художник С. С. Мандель.
- 1961 — «Не склонившие головы» Н. Дугласа и Г. Смита. Художник В. Степанов.
- 1961 — «Моя старшая сестра» А. М. Володина. Режиссёр Р. C. Сирота. Художник В. Степанов.
- 1962 — «Перед ужином» В. Розова. (Руководитель постановки). Режиссёр В. Голиков. Художник И. Масленников.
- 1962 — «Горе от ума» А. С. Грибоедова. Режиссёр Р. Агамирзян. Художник Товстоногов, костюмы М. Лихницкой.
- 1962 — «Божественная комедия» И. В. Штока. Художники М. Смирнов, М. Щеглов.
- 1963 — «Палата» С. Алёшина. Постановка Г. Товстоногова и Е. А. Лебедева. Художник В. Степанов.
- 1964 — «Ещё раз про любовь» Э. Радзинского. Художник А. Янокопулос.
- 1964 — «Поднятая целина» по М. А. Шолохову. Инсценировка П. Демина. Режиссёры А. Херман, В. Голиков. Художник С. С. Мандель.
- 1965 — «Три сестры» А. П. Чехова. Художник С. Юнович.
- 1965 — «Римская комедия» Л. Г. Зорина. Художник С. С. Мандель.
- 1966 — «Сколько лет, сколько зим!» В. Ф. Пановой. Художник С. С. Мандель.
- 1966 — «Мещане» М. Горького. Режиссёр Р. С. Сирота. Художник Товстоногов. (Государственная премия СССР за 1968 год).
- 1966 — «Идиот» по Ф. М. Достоевскому. (2-я редакция). Композиция Д. М. Шварц и Товстоногова. Режиссёр Р. С. Сирота. Художник М. Лихницкая.
- 1967 — «Традиционный сбор» В. С. Розова. Режиссёр Р. С. Сирота. Художник С. С. Мандель.
- 1967 — «Лиса и виноград» Г. Фигейредо (2-я редакция). Режиссёр Р. А. Сирота. Художник Товстоногов.
- 1967 — «Правду! Ничего, кроме правды!» Д. Аля. Режиссёр Ю. Аксёнов. Художник А. Янокопулос.
- 1967 — «Луна для пасынков судьбы» Ю. О’Нила. Режиссёр Е. А. Лебедев. Художник С. Юнович.
- 1969 — «Король Генрих IV» У. Шекспира. Литературная композиция В. Э. Рецептера. Художник Товстоногов, костюмы Э. С. Кочергина
- 1970 — «Беспокойная старость» Л. Н. Рахманова. Режиссёр Р. С. Сирота. Художник Б. Локтин
- 1970 — «Защитник Ульянов» М. Ф. Ерёмина и Л. А. Виноградова. (Руководитель постановки). Режиссёр Ю. Аксёнов. Художник З. Зинченко
- 1970 — «Третья стража» Г. А. Капралова и С. И. Туманова. Режиссёр Р. А. Сирота. Художник И. Сумбаташвили
- 1971 — «Тоот, другие и майор» И. Эркеня. Режиссёр А. Товстоногов. Художник В. Левенталь
- 1971 — «Выпьем за Колумба!» Л. Жуховицкого. Спектакль поставлен совместно с Ю. Е. Аксёновым. Художник С. С. Мандель
- 1971 — «Валентин и Валентина» М. Рощина. (Руководитель постановки). Режиссёр А. Товстоногов. Художник Э. С. Кочергин
- 1972 — «Ревизор» Н. В. Гоголя Режиссёр Ю. Е. Аксёнов. Художник Товстоногов, костюмы и суперзанавес по эскизам М. Добужинского
- 1972 — «Ханума» А. А. Цагарели. Русский текст и стихи Б. Рацера и В. Константинова. Художник И. Г. Сумбаташвили
- 1973 — «Общественное мнение» А. Баранги. Режиссёр Ю. Николаев. Художник С. С. Мандель
- 1974 — «Прошлым летом в Чулимске» А. В. Вампилова. Художник Э. С. Кочергин.
- 1974 — «Энергичные люди» В. М. Шукшина. Режиссёр Б. Сапегин. Художник Э. С. Кочергин
- 1974 — «Три мешка сорной пшеницы» по В. Ф. Тендрякову, инсценировка Г. А. Товстоногова и Д. М. Шварц. Режиссёр Д. Либуркин. Художник М. Ивницкий
- 1975 — «Протокол одного заседания» А. И. Гельмана. Спектакль поставлен совместно с Ю. Е. Аксёновым. Оформление — Г. А. Товстоногова
- 1975 — «История лошади» по повести Л. Н. Толстого «Холстомер», инсценировка М. Г. Розовского, стихи Ю. Ряшенцева. Режиссёр М. Г. Розовский. Художник Э. С. Кочергин
- 1976 — «Дачники» М. Горького. Режиссёр Д. Либуркин. Художник Э. С. Кочергин
- 1977 — «Влияние гамма-лучей на бледно-жёлтые ноготки» П. Зиндела. Режиссёр Д. Либуркин. Художник Э. С. Кочергин
- 1977 — «Тихий Дон» по М. А. Шолохову. Сценическая композиция Товстоногова и Д. М. Шварц. Режиссёр Ю. Е. Аксёнов. Художник Э. С. Кочергин (Государственная премия СССР за 1978 год)
- 1978 — «Эмигрант из Брисбена» Ж. Шехаде. Режиссёр Б. Н. Сапегин. Художник Э. С. Кочергин
- 1978 — «Пиквикский клуб» по Ч. Диккенсу, инсценировка Н. А. Венкстерн. Режиссёр Е. Арье. Художник Э. С. Кочергин
- 1978 — «Жестокие игры» А. Н. Арбузова (руководитель постановки). Режиссёр Ю. Е. Аксёнов. Художник А. Орлов
- 1978 — «Телевизионные помехи» К. Сакони. (Руководитель постановки). Режиссёр Е. Арье. Художник Д. А. Крымов, костюмы А. Хурош
- 1979 — «Мы, нижеподписавшиеся» А. И. Гельмана. Спектакль поставлен совместно с Ю. Е. Аксёновым. Художник Э. С. Кочергин
- 1980 — «Перечитывая заново». Сценическая композиция Г. А. Товстоногова и Д. М. Шварц по произведениям А. Е. Корнейчука, Н. Ф. Погодина, М. Ф. Шатрова, В. Т. Логинова. Спектакль поставлен совместно с Ю. Е. Аксёновым. Художник Э. С. Кочергин
- 1980 — «Волки и овцы» А. Н. Островского. Художник Э. С. Кочергин, костюмы И. Габай
- 1980 — «Игра в карты» Д. Л. Кобурна. Режиссёр Б. Сапегин. Художник Д. Л. Боровский
- 1981 — «Оптимистическая трагедия» Вс. Вишневского. Режиссёр Ю. Е. Аксёнов. Художник Э. С. Кочергин
- 1982 — «Дядя Ваня» А. П. Чехова. Художник Э. С. Кочергин, костюмы И. Габай
- 1982 — «Амадеус» П. Шеффера. Постановка Товстоногова и Ю. Е. Аксёнова. Художник Э. С. Кочергин
- 1982 — «Мачеха Саманишвили» по Д. С. Клдиашвили, пьеса Б. Рацера и В. Константинова. Режиссёр В. Шабалина. Художник И. Сумбаташвили
- 1983 — «Смерть Тарелкина». Опера-фарс А. Н. Колкера по мотивам комедии А. В. Сухово-Кобылина. Художники Э. С. Кочергин и О. Земцова, костюмы И. Габай
- 1984 — «Киноповесть с одним антрактом» А. М. Володина. Режиссёр В. Шабалина. Художник Э. С. Кочергин, костюмы И. Габай
- 1985 — «На всякого мудреца довольно простоты» А. Н. Островского. Режиссёр Б. Сапегин. Художник Э. С. Кочергин, костюмы И. Габай
- 1985 — «Последний посетитель» В. Л. Дозорцева. Оформление Г. Товстоногова
- 1985 — «Рядовые» А. А. Дударева. Режиссёр Г. Руденко. Художник Э. С. Кочергин
- 1985 — «Этот пылкий влюблённый» Н. Саймона. Режиссёр Л. Шувалова. Художник О. Земцова
- 1986 — «Барменша из дискотеки» Ю. А. Андреева. Сценическая композиция В. и Ф. Фильштинских. (Руководитель постановки). Постановка В. Фильштинского. Художник А. Фрейберг
- 1986 — «Иван» А. Кудрявцева. Режиссёр В. Шабалина. Художник Э. С. Кочергин
- 1986 — «Театр времен Нерона и Сенеки» Э. Радзинского. Режиссёр В. Малыщицкий. Художник О. Земцова
- 1987 — «На дне» М. Горького. Режиссёр В. Шабалина. Художник Э. С. Кочергин

## Театры СССР
- 1947 — «Победители» Б. Ф. Чирскова. Художник Э. Чарномский — Казахский академический театр драмы, Алма-Ата
- 1947 — «Победители» Б. Ф. Чирскова. Художник Э. Чарномский — Русский драматический театр, Алма-Ата
- 1947 — «Галантное свидание» Е. Гальперина — Студия Театра оперетты, Москва
- 1947 — «Как закалялась сталь» по Н. А. Островскому. Художник К. Кулешов — Гастрольный реалистический театр, Москва
- 1948 — «О друзьях-товарищах» В. Масса и М. Червинского. Спектакль поставлен совместно с М. Турчинович. Художник С. Мандель — Гастрольный реалистический театр, Москва
- 1949 — «Где-то в Сибири» И. И. Ирошниковой. Художник В. Е. Татлин — Центральный детский театр, Москва
- 1949 — «Тайна вечной ночи» И. В. Луковского. Спектакль поставлен совместно с А. А. Некрасовой. Художник В. Иванов — Центральный детский театр, Москва
- 1951 — «Свадьба с приданым» Н. М. Дьяконова. Художник В. Иванов — Дворец культуры им. С. М. Кирова, Ленинград
- 1951 — «Русалка» А. С. Даргомыжского. Дирижёр И. Шерман. Художник М. А. Григорьев — Оперная студия Дворца культуры им. С. М. Кирова, Ленинград
- 1951 — «Каждый день» В. С. Полякова. Художник С. С. Мандель — Театр эстрады, Ленинград
- 1954 — «Помпадуры и помпадурши» по М. Е. Салтыкову-Щедрину. Художник С. С. Мандель — Театр Комедии, Ленинград
- 1955 — «Оптимистическая трагедия» Вс. В. Вишневского. Художник А. Ф. Босулаев — Театр драмы им. А. Пушкина, Ленинград (Ленинская премия за 1958 год)
- 1955 — «Воскресенье в понедельник» В. Дыховичного и М. Слободского. Художник С. С. Мандель — Театр Комедии, Ленинград
- 1956 — «Второе дыхание» А. А. Крона. Руководитель постановки. Режиссёр Р. С. Агамирзян. Художник Д. Попов — Театр драмы им. А. С. Пушкина, Ленинград.
- 1960 — «Семён Котко» С. С. Прокофьева. Художник С. Мандель — Театр оперы и балета им. С. М. Кирова.
- 1968 — «Мещане» М. Горького — Тбилисский театр им. Ш. Руставели.
- 1969 — «Люди и мыши» Дж. Стейнбека. Спектакль поставлен совместно с Р. С. Агамирзяном. Художник Э. С. Кочергин — Театр им. В. Ф. Комиссаржевской, Ленинград
- 1969 — «Правду! Ничего, кроме правды!» Д. Н. Аля — Калининский драматический театр
- 1969 — «Правду! Ничего, кроме правды!» Д. Н. Аля — Театр им. Л. Украинки (Киев)
- 1970 — «Гибель эскадры» А. Е. Корнейчука — Севастопольский Русский драматический театр им. А. В. Луначарского
- 1973 — «Балалайкин и Ко» Пьеса С. В. Михалкова по роману М. Е. Салтыкова-Щедрина «Современная идиллия». Художник И. Г. Сумбаташвили — «Современник»

## Постановки в зарубежных театрах
- 1957 — «Оптимистическая трагедия» Вс. В. Вишневского — Пражский национальный театр
- 1957 — «Оптимистическая трагедия» Вс. В. Вишневского — Будпештский театр им. Ш. Петефи
- 1965 — «На всякого мудреца довольно простоты» А. Н. Островского — Театр «Вспулчесны» (Варшава)
- 1968 — «Мещане» М. Горького. Оформление Товстоногова — Театр им. И. Вазова (София, Болгария)
- 1971 — «Три сестры» А. П. Чехова — Национальный театр (Хельсинки, Финляндия)
- 1973 — «Ревизор» Н. В. Гоголя — Будапештский национальный театр
- 1977 — «Ревизор» Н. В. Гоголя. Сценография Товстоногова — «Штадт-театр» (Дрезден).
- 1978 — «Записки подлеца, им самим написанные» («На всякого мудреца довольно простоты») А. Н. Островского. Художник Э. С. Кочергин — Национальный театр (Хельсинки, Финляндия)
- 1979 — «Идиот» по Ф. М. Достоевскому. Оформление Товстоногова — Театр «Телия» (Гамбург)
- 1979 — «Дон Карлос» Дж. Верди. Художник Э. Кочергин — Международный оперный фестиваль (Савонлинна, Финляндия)
- 1981 — «Три сестры» А. П. Чехова — Югославский драматический театр
- 1984 — «На всякого мудреца довольно простоты» А. Н. Островского — «Шиллер-театр» (Западный Берлин, ФРГ)
- 1987 — «Дядя Ваня» А. П. Чехова — «Маккартер-театр» (Принстон, США)

## Учебные спектакли вИнституте театра, музыки и кинематографии
- 1965 — «Зримая песня», спектакль-концерт (руководитель постановки)
- 1966 — «Люди и мыши» Дж. Стейнбека. Поставлен совместно с Р. С. Агамирзяном. Художник Э. С. Кочерги
- 1967 — «Вестсайдская история» Л. Бернстайна и А. Лорентса
- 1970 — «Тоот, другие и майор» И. Эркеня. Спектакль режиссёрского курса Г. Товстоногова

## Работы на телевидении
- 1957 — «Дорогой бессмертия» по Ю. Фучику (телефильм, совместно с А. Чигинским). Леннаучфильм
- 1960 — «Эзоп» по Г. Фигейредо (телевизионная версия спектакля БДТ, совместно с Ю. Музыкантом). Ленфильм
- 1961 — «Гром на улице Платанов» по Г. Роузу (телефильм)
- 1963 — «Мститель» по Г. Вайзенбергу (телеспектакль). Студия телевидения, Ленинград
- 1963 — «Если позовёт товарищ» по В. Конецкому (телеспектакль). Центральная студия телевидения
- 1967 — «Дело по обвинению» по И. Хантеру (телеспектакль)
- 1969 — «Правду! Ничего, кроме правды!» по Д. Алю (телеверсия спектакля БДТ, совместно с Ю. Аксёновым). Экран
- 1971 — «Мещане» по М. Горькому (телевизионная версия спектакля БДТ, совместно с Г. Бегловым). Ленфильм.
- 1971 — «Три рассказа» по А. П. Чехову (телеспектакль). Хельсинкская студия ТВ
- 1972 — «Ревизор. Сцены из спектакля» по Н. Гоголю (телеспектакль).
- 1973 — «А. П. Чехов. Сценки» («Дорогая собака», «Злоумышленник», «Жених и папенька»; телеспектакль). Лентелефильм.
- 1973 — «Балалайкин и Ко» по М. Салтыкову-Щедрину (телевизионная версия театра «Современник», совместно с А. Вокачем и Л. Пчёлкиным). ТО «Экран».
- 1978 — «Ханума» по А. Цагарели (телевизионная версия БДТ, совместно с Ю. Аксёнов). Ленфильм.
- 1979 — «Влияние гамма-лучей на бледно-жёлтые ноготки» по П. Зинделу (телеверсия спектакля БДТ, совместно с М. Розовским). Лентелефильм.
- 1983 — «Смерть Тарелкина» по А. Сухово-Кобылину (телевизионная версия спектакля БДТ, совместно с В. Воробьёвым). Ленфильм.
- 1985 — «Рядовые» по А. Дудареву (телевизионная версия спектакля БДТ, совместно с В. Воробьёвым). Ленинградское телевидение.
- 1986 — «Дядя Ваня. Сцены из деревенской жизни» по А. П. Чехову (телевизионная версия спектакля БДТ, совместно с Е. Макаровым). Лентелефильм.
- 1986 — «Пиквикский клуб» по Ч. Диккенсу (телеверсия спектакля БДТ, совместно с Е. Макаровым). Лентелефильм.
- 1989 — «Последний пылкий влюблённый» по Н. Саймону (телеверсия спектакля БДТ, совместно с Е. Макаровым). ВПТО «Видеофильм».
- 1989 — «История лошади» по Л. Толстому (телеверсия спектакля БДТ, совместно с М. Розовским). Ленфильм.
- 1989 — «Энергичные люди» по В. Шукшину (телеверсия спектакля БДТ). Ленинградское телевидение.